# Coppa del Mondo di combinata nordica 1997
La Coppa del Mondo di combinata nordica 1997, quattordicesima edizione della manifestazione organizzata dalla Federazione Internazionale Sci, ebbe inizio il 22 novembre 1996 a Rovaniemi, in Finlandia, e si concluse il 22 marzo 1997 a Oslo, in Norvegia.
Furono disputate 12 gare in 11 diverse località, 10 individuali Gundersen, 2 - per la prima volta - sprint; 7 gare si svolsero su trampolino normale, 5 su trampolino lungo. Nel corso della stagione si tennero a Trondheim i Campionati mondiali di sci nordico 1997, non validi ai fini della Coppa del Mondo, il cui calendario contemplò dunque un'interruzione tra febbraio e marzo.
Il finlandese Samppa Lajunen si aggiudicò la coppa di cristallo, il trofeo assegnato al vincitore della classifica generale. Non vennero stilate classifiche di specialità; Knut Tore Apeland era il detentore uscente del trofeo.

## Risultati
| Data             | Località          | Nazione     | Trampolino            | Spec.        | Primo            | Secondo          | Terzo             |
| ---------------- | ----------------- | ----------- | --------------------- | ------------ | ---------------- | ---------------- | ----------------- |
| 22 novembre 1996 | Rovaniemi         | Finlandia   | Ounasvaara K90        | IN NH/15 km  | Jari Mantila     | Samppa Lajunen   | Mario Stecher     |
| 11 dicembre 1996 | Steamboat Springs | Stati Uniti | Howelsen K88          | IN NH/15 km  | Halldor Skard    | Bjarte Engen Vik | Trond Einar Elden |
| 29 dicembre 1996 | Oberwiesenthal    | Germania    | Fichtelberg K90       | SP NH/7,5 km | Mario Stecher    | Bjarte Engen Vik | Todd Lodwick      |
| 5 gennaio 1997   | Schonach          | Germania    | Langenwaldschanze K90 | IN NH/15 km  | Samppa Lajunen   | Mario Stecher    | Jari Mantila      |
| 11 gennaio 1997  | Saalfelden        | Austria     | Bibergschanze K85     | IN NH/15 km  | Hannu Manninen   | Mario Stecher    | Jari Mantila      |
| 14 gennaio 1997  | Val di Fiemme     | Italia      | Giuseppe Dal Ben K90  | IN NH/15 km  | Samppa Lajunen   | Andrea Longo     | Kristian Hammer   |
| 18 gennaio 1997  | Sankt Moritz      | Svizzera    | Olympiaschanze K94    | IN NH/15 km  | Mario Stecher    | Bjarte Engen Vik | Samppa Lajunen    |
| 1º febbraio 1997 | Hakuba            | Giappone    | Hakuba K120           | IN LH/15 km  | Mario Stecher    | Samppa Lajunen   | Ladislav Rygl     |
| 8 marzo 1997     | Lahti             | Finlandia   | Salpausselkä K114     | IN LH/15 km  | Hannu Manninen   | Halldor Skard    | Tim Tetreault     |
| 14 marzo 1997    | Oslo              | Norvegia    | Holmenkollen K112     | SP LH/7,5 km | Bjarte Engen Vik | Hannu Manninen   | Trond Einar Elden |
| 15 marzo 1997    | Oslo              | Norvegia    | Holmenkollen K112     | IN LH/15 km  | Bjarte Engen Vik | Samppa Lajunen   | Andreas Hartmann  |
| 22 marzo 1997    | Štrbské Pleso     | Slovacchia  | MS 1970 K120          | IN LH/15 km  | Bjarte Engen Vik | Kenji Ogiwara    | Jari Mantila      |

Legenda:

IN = individuale Gundersen

SP = sprint

NH = trampolino normale

LH = trampolino lungo

## Classifiche

### Generale
| Pos. | Nome              | Nazione   | Punti |
| ---- | ----------------- | --------- | ----- |
| 1    | Samppa Lajunen    | Finlandia | 1223  |
| 2    | Jari Mantila      | Finlandia | 940   |
| 3    | Bjarte Engen Vik  | Norvegia  | 890   |
| 4    | Mario Stecher     | Austria   | 884   |
| 5    | Hannu Manninen    | Finlandia | 875   |
| 6    | Kenji Ogiwara     | Giappone  | 750   |
| 7    | Halldor Skard     | Norvegia  | 595   |
| 8    | Trond Einar Elden | Norvegia  | 581   |
| 9    | Valerij Stoljarov | Russia    | 507   |
| 10   | Knut Tore Apeland | Norvegia  | 497   |

### Nazioni
| Pos. | Nazione   | Punti |
| ---- | --------- | ----- |
| 1    | Norvegia  | 4459  |
| 2    | Finlandia | 4056  |
| 3    | Austria   | 2221  |
| 4    | Francia   | 1492  |
| 5    | Giappone  | 1165  |